# L'Homme au pistolet
Pour plus de détails, voir Fiche technique et Distribution.
L'Homme au pistolet est un thriller canadien sorti en 1995 et réalisé par David Wyles. Il met en vedette Michael Madsen, Jennifer Tilly, Gary Busey et Robert Loggia. Il est adapté de manière éloignée du roman The Shroud Society de Hugh C. Rae.

## Synopsis
Depuis sa sépulture, un assassin expérimenté, John Wilbur Hardin raconte les événements qui ont conduit à sa propre mort, lors d'une fusillade sanglante. 
Lorsque le gangster, Jack Rushton découvre que sa femme, Rena, a dérobé de précieux fichiers numériques sur ses activités criminelles, il engage Hardin pour la tuer. Mais alors qu'Hardin commence sa mission, la sensuelle Rena le prend au piège dans un étau de séduction. Rena compte sur Hardin pour qu'il tue sa sœur jumelle, mais Hardin qui possède une conscience, refuse d'assassiner une femme innocente. Dés lors, il se retrouve coincé entre luxure et loyauté dans un jeu mortel de chantage, de trahison et de brutalité.

## Fiche technique
- Titre original : Man with a gun
- Titre français : L'Homme au pistolet
- Réalisation : David Wyles
- Scénario : Hugh C. Rae et Laurie Finstad-Knizhnik
- Musique : George Blondheim
- Photographie : Jan Kiesser
- Production : Robert K. Maclean
- Société de production: October Films
- Pays de production :  États-Unis
- Langue originale : anglais
- Couleur : Couleur (Technicolor) - son Dolby SR
- Durée : 94 minutes
- Dates de sortie :
  - États-Unis : 1995

## Distribution
- Michael Madsen : John Wilbur Hardin
- Jennifer Tilly : Rena Rushton / Kathy Payne
- Gary Busey : Jack Rushton
- Robert Loggia : Philip Marquand
- Ian Tracey : Roy Burchill
- Bill Cobbs : Henry Griggs
- Bill Dow : Ed Quigley
- Jason Schombing : Eli Spindel
- Mina E. Mina : Max Appleman